# Петър Младенов
 Тази статия е за българския политик.  За художника вижте Петър Младенов (художник).  
Петър Тошев Младенов е политик от Българската комунистическа партия, държавен глава на Народна република България – последен председател на Държавния съвет и първи председател (президент) на Народната република.
Той е най-дългогодишният български външен министър, заемал този пост в продължение на 18 години. (1971 – 1989). Държавен глава на България след отстраняването на Тодор Живков (17 ноември 1989 – 6 юли 1990).

## Биография

### Произход и ранно детство
Роден е в село Урбабинци (днес Тошевци), Видинско на 22 август 1936 г. Баща му Тошо Младенов (13 януари 1912 – 13 януари 1944) е партизанин, заместник командир на партизански отряд „Георги Бенковски“, убит в сражение през 1944 г. Майка му Стойна Герговска е починала през 2006 г.
Прапрадядото на Петър Младенов по бащина линия, Младен Цеков, е народен представител в I велико народно събрание (1879 г.) и името му фигурира под № 166 в списъка на депутатите от I ВНС, гласували за избирането на Александър Батенберг за княз. Впоследствие е избран за депутат и в Първото и във Второто Обикновено Народно събрание (1879 и 1880 г.).
Неговият внук със същото име Младен Цеков (дядото на Петър Младенов) се сражава като старши унтерофицер от Втори конен полк в Балканската война (1912 – 1913) и остава военноинвалид, след като е ранен в сражение.

### Образование и ранна политическа кариера
Член е на организацията „Димитровска социалистическа народна младеж“ (ДСНМ) от 1949 г., а на БКП от 1964 г. В гимназията във Видин е секретар на ученическия комитет на ДСНМ. Петър Младенов завършва военното Суворовско училище в София през 1954 г., след което е студент по философия в Софийския университет, завършва международни отношения в МГИМО (Москва) през 1963 г. В Москва като студент е секретар на Общомосковския комитет на ДКМС.
След завръщането си в България работи в ръководството на Димитровския комунистически младежки съюз във Видин (1963 – 1966, първи секретар на Окръжния комитет) и София (1966 – 1969, секретар на Централния комитет), ръководи окръжната организация на БКП във Видин (1969 – 1971, първи секретар на Окръжния комитет).

### Управленски постове и държавен глава
През 1971 г. става министър на външните работи и остава на тази длъжност в 4 поредни правителства до 1989 г. Ползващ се с личните предпочитания на диктатора Тодор Живков, към момента на избирането му на този пост Младенов е на 35 години и така става най-младият български външен министър до избора на Надежда Михайлова през 1997 година. Той е и най-дългогодишният (в продължение на 18 години) външен министър на България. Избиран е за кандидат-член, а по-късно за член на Политбюро на ЦК на БКП.
В началото на 1985 година е част от специална временна комисия от висши функционери, която координира т.нар. Възродителен процес.
На 14 юни 1989 година, на заседание на Политбюро без участието на Живков, посветено на предизвиканите от Възродителния процес масови изселвания, той описва провала на външнополитическите усилия на режима, изказва съмнения във възможностите на въоръжените сили да запазят целостта на страната без помощ от Варшавския договор, предлага въвеждане на военно положение или показни политически реформи, които да отклонят вниманието от провежданото етническо прочистване.
На 24 октомври 1989 година Петър Младенов подава оставка след остър телефонен разговор с Тодор Живков.
Чрез този разговор Живков се опитва да се намеси в непосредствено предстояща среща на Младенов с американския посланик Сол Полански, обвинява Съединените щати в намеса във вътрешните работи на България, и окачествява срещата като ненужна. В придружаващото писмо до Политбюро, Младенов посочва като причина за оставката си проявеното към него отношение в разговора, като мимоходом обвинява Живков „[че е довел] страната до дълбока икономическа, финансова и политическа криза, ... [че е изолирал] България от света“, и че „[с] една дума, със своята политика Тодор Живков [е изхвърлил] България извън бързея на времето.“ Малко по-късно подкрепя, заедно със своя състудент и приятел Андрей Луканов, и с помощта на Добри Джуров и Станко Тодоров, вътрешнопартийния преврат, довел до отстраняването на Тодор Живков от партийното ръководство на пленум на ЦК на БКП на 10 ноември 1989 г. Оглавява партията като неин генерален секретар до промените в Конституцията (с отпадането на клаузата за „ръководната роля на БКП“ и въвеждането на забрана за държавния глава да бъде член на ръководството на партия) през април 1990 г.
Заменя Тодор Живков също и като председател на Държавния съвет на 17 ноември 1989 г. След промяна на Конституцията на 3 април 1990 г. Държавният съвет е разформирован и Младенов е избран за председател (президент) на Народната република.
По време на кампанията за ВНС през 1990 г. става известен видеозаписът на кинорежисьора Евгений Михайлов от протестния митинг на 14 декември 1989 г. с искането за отмяна на чл. 1 от Живковата конституция за ръководната роля на БКП, в който Младенов изрича „По-добре танковете да дойдат.“.Младенов отрича, твърди че неправилно са разбрали думите му и е казал „Станко (Тодоров) да дойде“, но общественото мнение вече е разбунено. След студентските вълнения от лятото на 1990 г. той се оттегля от поста (и от активния политически живот) на 6 юли 1990 г., като до смъртта си продължава да твърди, че записът е манипулиран.

## Смърт
Умира на 31 май 2000 г. в резултат на дългогодишно сърдечносъдово заболяване. По разпореждане на президента Петър Стоянов е погребан с държавни почести каквито се полагат на държавен глава.

## Семейство
Петър Младенов е женен от 1964 г. за историчката Галя Младенова. Запознават се във Видин, където тя е директор на Окръжния архив. Тя впоследствие е журналист в сп. „Младеж“.
Имат дъщеря Татяна Младенова, юрист, която има 4 деца – Александра, Петър, Мартин и Татяна.